# 3137 Horky
3137 Horky este un asteroid din centura principală, descoperit pe 16 septembrie 1982 de Antonín Mrkos.